# Koltai
A Koltai vagy Koltay régi magyar családnév, amely a származási helyre utalhat: Kolta (Szlovákia, korábban Komárom vármegye), Nemeskolta (Vas vármegye).

## Híres Koltai nevű személyek
Koltai
- Koltai Gábor (1977) levéltáros, történész
- Koltai János (1935) magyar színész, díszlettervező, képzőművész, filmrendező
- Koltai József (1882–1958) válogatott magyar labdarúgó, fedezet
- Koltai Lajos (1946) magyar operatőr, rendező
- Koltai László (1974) magyar egyetemi docens, csomagoló- és papíripari szakember
- Koltai M. Gábor (1976) író, színházi rendező, műfordító.
- Koltai Róbert (1943) magyar színművész, filmrendező
- Koltai Tamás (1942–2015) színikritikus, dramaturg
- Koltai Tamás (1987) válogatott labdarúgó
- Koltai Virgil (1857–1907) magyar középiskolai tanár, irodalomtörténész
- P. Koltai Gábor (1972) producer,

Koltay
- Koltay Gábor (1950) magyar filmrendező, színigazgató
- Koltay-Kastner Jenő (1892–1985) irodalomtörténész, filológus
- Koltay Miklós (1925–1970) orvos, gyermekgyógyász